# Dichaetocoris mojave
Dichaetocoris mojave är en insektsart som beskrevs av Polhemus 1985. Dichaetocoris mojave ingår i släktet Dichaetocoris och familjen ängsskinnbaggar. Inga underarter finns listade i Catalogue of Life.